# 다키역 (효고현)
다키역(일본어: 滝駅 たきえき[*])은 일본 효고현 가토시에 위치한 서일본 여객철도 가코가와 선의 철도역이다. 단선 승강장 1면 1선의 구조를 갖춘 지상역이다.

## 이용 현황
| 연도     | 1일 평균 | 연도     | 1일 평균 |
| 2000년도 | 38       | 2007년도 | 37       |
| 2001년도 | 36       | 2008년도 | 48       |
| 2002년도 | 34       | 2009년도 | 48       |
| 2003년도 | 28       | 2010년도 | 53       |
| 2004년도 | 34       | 2011년도 | 57       |
| 2005년도 | 43       | 2012년도 | 51       |
| 2006년도 | 44       |          |          |
| -------- | -------- | -------- | -------- |

## 역 주변
- 가코 강

## 역사
- 1913년
  - 8월 10일 : 반슈 철도 고쿠야 역 - 니시와키 역 간의 개통과 동시에, 가리다키노역으로서 개업. 여객 영업만.
  - 8월 23일 : 정류장으로 격하되어, 다키 정류장으로 개칭.
- 1914년
  - 1월 1일 : 영업 휴지.
  - 5월 1일 : 영업 재개.
- 1921년 5월 9일 : 임시 정류장으로 격하됨.
- 1923년 12월 21일 : 노선 양도에 의해 반탄 철도로 승계되었다.
- 1943년 6월 1일 : 반탄 철도의 국유화에 의해, 일본국유철도 가코가와 선 소속으로 한다. 동시에 상설역으로 승격해 다키역으로 한다.
- 1949년 8월 1일 : 무인화.
- 1987년 4월 1일 : 일본국유철도 분할 민영화에 의해, 서일본 여객철도가 승계.
- 1990년 6월 1일 : 가코가와 철도부 발족에 의해, 그 관할로 한다.
- 2009년 7월 1일 : 가코가와 철도부 발족에 수반해 고베 지사 직할로 변경되어, 가코가와 역의 피관리역으로 한다.

## 인접 역
| 서일본 여객철도 가코가와 선 | 서일본 여객철도 가코가와 선 | 서일본 여객철도 가코가와 선 |
| --------------------------- | --------------------------- | --------------------------- |
| 다키노 가코가와 방면        | ■ 가코가와 선               | 니시와키시 다니카와 방면    |